# Fianoniella punctata
Fianoniella punctata là một loài tò vò trong họ Ichneumonidae.